# 赫利伯特·迈福特
赫利伯特·迈福特（Heribert Meffert，1937年—），德国市场营销学权威、明斯特大学教授、市场营销学在德国的奠基人，创建了德国第一个市场营销研究所，他的《市场营销，面向市场的企业管理基础，概念—工具—实例》被很多德国大学列为必读文献。

## 生平
- 2002年10月1日至2004年12月31日担任贝塔斯曼基金会主席团主席，并负责基金会发展和教育部门。
- 2005年1月1日至2005年12月31日担任贝塔斯曼基金会董事长。

## 名誉博士头衔
- 1993年，圣加仑大学
- 1999年，莱比锡商学院
- 2002年，圣彼得堡财经大学

## 主要著作
- 《市场营销，面向市场的企业管理基础，概念—工具—实例》第9版，2000年